# Rahela (roman)
Rahela je ženski roman pisateljice Luize Pesjakove, ki je izšel leta 1870.

## Vsebina
V dolini S na robu gozda živi družina grajskega logarja: oče Logar, njegova žena poljskega rodu Valovnina in hči Rahela. Nekega dne Rahelo v gozdu sreča grof Miloš, s katerim sta se kot otroka skupaj igrala. Zaljubita se in Miloš starše prosi za njeno roko. Poletje jima zaznamujejo idilični skupni trenutki, po jesenski trgatvi pa se mora Miloš na materino zahtevo vrniti na Dunaj. Materi razkrije svojo ljubezen do Rahele in ta navidezno privoli v poroko pod pogojem, da jo Miloš še zadnje leto spremlja na družabnih prireditvah. Na Dunaju Miloša  osvaja bogata in lepa princesa Ilona, zaradi česar vzbudi ljubosumje grofa Kolomana. Koloman razžali Rahelino ime, zato ga Miloš pozove na dvoboj. Raheli napiše poslovilno pismo in ga izroči v varstvo služabniku Ivanu. Do dvoboja pa sploh ne pride, saj Miloš med razmišljujočim tavanjem po mrazu zboli in naglo umre. Ko Rahela izve za njegovo smrti, je obupana. Vsak dan obiskuje Milošev grob, počasi hira in čez leto dni umre tudi sama.   